# Richard Hathwaye
Richard Hathwaye (1597 — 1603) foi um dramaturgo inglês. Pouco se sabe de sua vida. Não há nenhuma prova de que tenha relações com Richard Hathaway, sogro de Shakespeare. Não se sabe nada de Hathwaye desde 1603.